# 高地大蜂鸟
高地大蜂鸟（学名：Eugenes spectabilis），是雨燕目蜂鸟科的一种鸟，原为大蜂鸟的亚种，自2017年成为单独的物种。
高地大蜂鸟体重约8克，翼长约75.2毫米，嘴峰长约36.1毫米，喙宽度约2.2毫米，喙厚度约3毫米，跗蹠长约5毫米，尾长约45.7毫米。高地大蜂鸟是部分迁徙的鸟类，其栖息在密集的高大树木组成的森林中，食性为草食性，主要食物来源是植物的花蜜。
高地大蜂鸟分布于哥斯达黎加和巴拿马西部的山地森林。该物种是单型物种，没有亚种分化。